# Besleti (vattendrag)
Besleti (georgiska: ბესლეთი) är ett vattendrag i Georgien.
Vattendraget rinner i den nordvästra delen av landet, i den autonoma republiken Abchazien. Besleti flyter genom staden Suchumi, och mynnar där i Suchumibukten i Svarta havet.